# Hospital de Emergencias José Casimiro Ulloa
El Hospital de Emergencias José Casimiro Ulloa, es un centro de salud público peruano especializado en emergencias médicas. Está situado en el distrito de Miraflores, en Lima, y está bajo la dependencia del Ministerio de Salud del Perú (Minsa).

## Historia
El hospital de emergencias José Casimiro Ulloa surgió en 1980, de la fusión de la Asistencia Pública de Lima (situado en la avenida Grau), con la Asistencia Pública de Miraflores (situado en la avenida República de Panamá, hoy Roosevelt). Ello debido a la creciente demanda de pacientes en la antigua Asistencia Pública de Lima, que rebasaba su capacidad. Mediante resolución suprema, el hospital quedó bajo la dependencia del Ministerio de Salud.
El edificio del hospital se empezó a construir en 1956, por el Club de Leones de Miraflores. Posteriormente se trasladó allí la Asistencia Pública del distrito (situada antes en la Avenida José Larco), para luego, en 1980, trasladarse allí todo el personal y demás servicios de la Asistencia Pública de Lima.
Su primer director fue el doctor Juan Harrison Acosta, quien era director de la Asistencia Pública de Lima. Él fue quien logró que el Club de Leones de Miraflores donara el local.

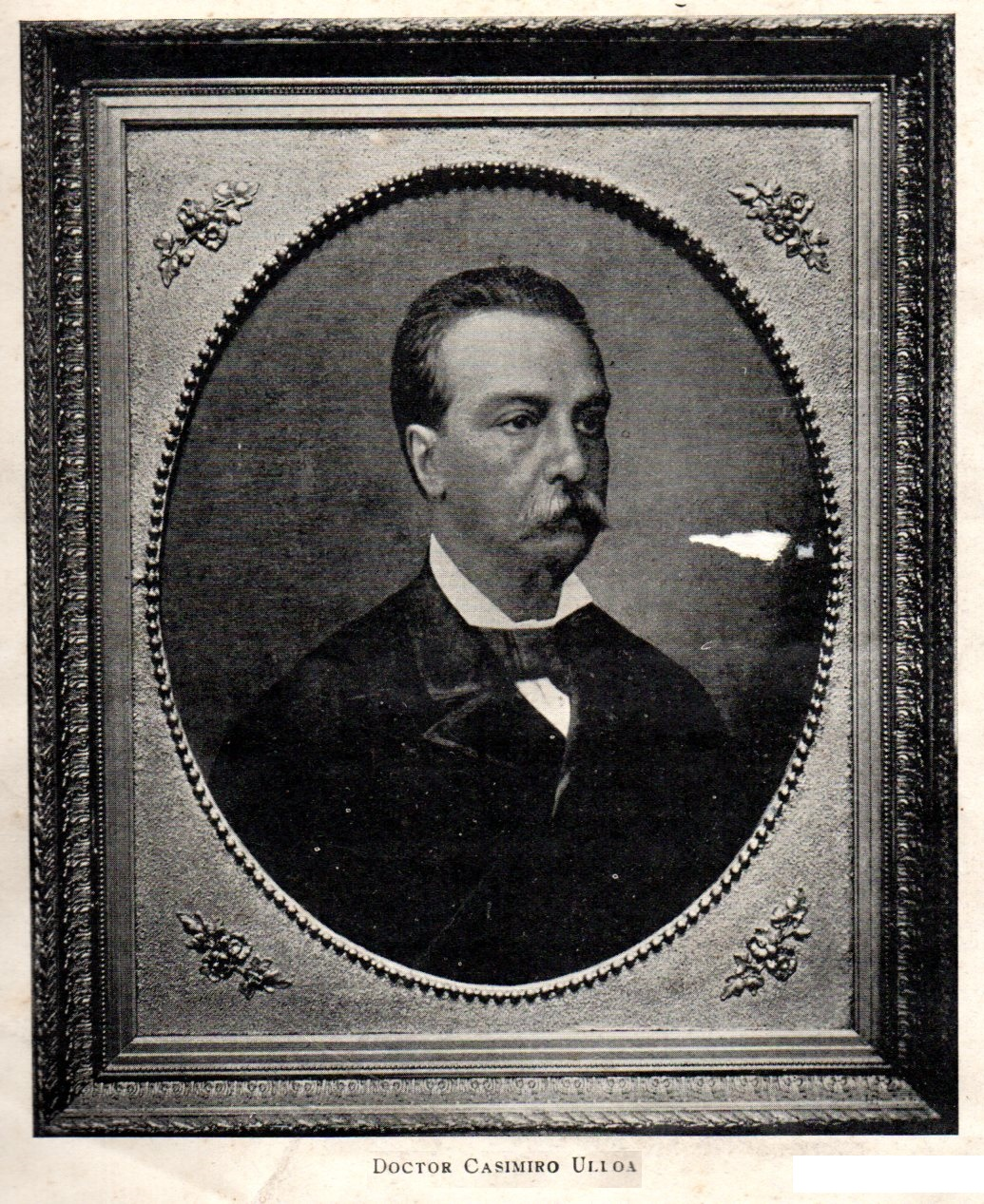
José Casimiro Ulloa.

Su nombre evoca a una destacada figura de la medicina peruana José Casimiro Ulloa (1829-1891). Discípulo de Cayetano Heredia, organizador de la Facultad de Medicina de San Marcos, pionero de la psiquiatría en el Perú, uno de los fundadores de la Cruz Roja Peruana y organizador de la sanidad militar, de la cual es su patrono. Se destaca también su actuación en la guerra del Pacífico, en la que, como cirujano mayor del ejército, se encargó de la organización de los hospitales de campaña.
El nombre del hospital fue sugerido por el Colegio Médico del Perú y aprobado por resolución ministerial firmada por el ministro de Salud, general FAP Eduardo Rivasplata Hurtado, del gobierno de Francisco Morales Bermúdez (1979).

## Infraestructura
El centro hospitalario está construido sobre un terreno de 1410 m². El hospital mismo ocupa 1046.86 m². Consta de siete pisos y dos sótanos.

## División política y administrativa
Está conformado por una dirección general, un órgano de control institucional, dos oficinas ejecutivas (dirección administrativa y dirección de planeamiento y presupuesto), tres oficinas de asesoría, ocho oficinas de apoyo, once departamentos asistenciales y siete servicios.

## Departamentos
Estos son los departamentos o áreas especializadas:
- Departamento de Anestesiología
- Departamento de Cirugía
- Departamento de Diagnóstico por Imágenes
- Departamento de Enfermería
- Departamento de Farmacia
- Departamento de Medicina
- Departamento de Neurocirugía
- Departamento de Patología Clínica
- Departamento de Traumatología